# 波江座
波江座是现代88星座，也是托勒密48星座之一。包含中国古代星座：天苑，九州殊口，天园，九游 ，玉井和水委。
- 波江座南端的α（水委一）由于高速自转，赤道半径比两极半径长50%。
- 波江座ε（天苑四）类似太阳，有至少一个行星（类似木星）。
- 波江座EF是灾变性变星，14.5 - <17.5。

## 神话传说
一说是宝瓶座流出来的水。另一说和太阳神阿波罗的儿子法厄同有关。波江座被认为是他驾驶太阳车的轨迹，或被宙斯击死后落入的阴间河流。

## 重要主星
有名字的星：
- 水委一（波江座α）0.45 Achernar
- 波江座β 2.78 Cursa或Dhalim
- 波江座γ 2.97 Zaurak
- 波江座δ 3.52 Rana
- 波江座ε/18 3.72 附近，至少有一个行星，有尘埃盘。
- 波江座ζ/13 4.80 Zibal，鸵鸟
- 波江座η/3 3.89 Azha（?）
- 波江座θ Acamar –双星3.89, 4.35
- 波江座ο
  - 波江座ο1/38 4.04 Beid，鸵鸟蛋
  - 波江座o2/40 Keid –三星 4.43, 9.5；附近al-qayd，鸵鸟蛋壳

- 波江座τ2) 4.76 Angetenar，河床
- 波江座υ
  - 波江座υ1 4.49 Theemin
  - 波江座υ2 3.82 Beemin

- 波江座l/53 3.86 Sceptrum
- 巴耶恆星命名法中的星：

波江座ι 4.11；波江座κ 4.24；波江座λ/69 4.25；波江座μ/57 4.01；波江座ν/48 3.93；波江座ξ/42 5.17；波江座π/26 4.43；波江座ρ1/8 5.75；波江座ρ2/9 5.32；波江座ρ3/10 5.26；波江座τ1/1 4.47；波江座τ3/11 4.08；波江座τ4/16 3.70；波江座τ5/19 4.26；波江座τ6/27 4.22；波江座τ7/28 5.24；τ8/33 4.64；波江座τ9/36 4.62；波江座υ4/41 3.55；波江座χ 3.69；波江座φ 3.56；波江座ψ/65 4.80；波江座ω/61 4.36；波江座b/62 5.50；波江座c/51 5.22；波江座d/43 –双星3.97, 5.85；波江座e/82 4.26 –附近；波江座f –双星4.30, 4.73；波江座g 4.17；波江座h 4.59；波江座i 5.11；波江座p –双星5.76, 5.76；波江座q1 5.52 –行星；波江座q2 5.04；波江座s 4.74；波江座v/17 4.74；波江座w/32 –双星4.79, 6.14；波江座y 4.57；波江座/A/39 4.87
- 弗兰斯蒂德恒星命名法的星：

波江座4 5.44；波江座5 5.56；波江座6 5.82；波江座7 6.11；波江座14 6.14；波江座15 4.86；波江座20 5.24；波江座21 5.97；波江座22 5.53；波江座24 5.24；波江座25 5.56；波江座30 5.48；波江座35 5.28；波江座37 5.44；波江座44 5.53；波江座45 4.91；波江座46 5.71；波江座47 5.20；波江座49 5.32；波江座54 4.32；波江座55 5.98；波江座55 6.70；波江座56 5.78；波江座58 5.49；波江座59 5.76；波江座60 5.03；波江座63 5.39；波江座66 5.12；波江座68 5.11

## 外在链接
- The Deep Photographic Guide to the Constellations: Eridanus （页面存档备份，存于）
- Epsilon Eridani （页面存档备份，存于）
- New 'Vulcan' Planet Tantalizes Astronomers （页面存档备份，存于）